# Violettkantad guldvinge
Violettkantad guldvinge (Lycaena hippothoe) är en fjärilsart i familjen juvelvingar.
Vingspannet varierar mellan 30 och 35 millimeter, på olika individer. Violettkantad guldvinge är landskapsinsekt för Dalarna.

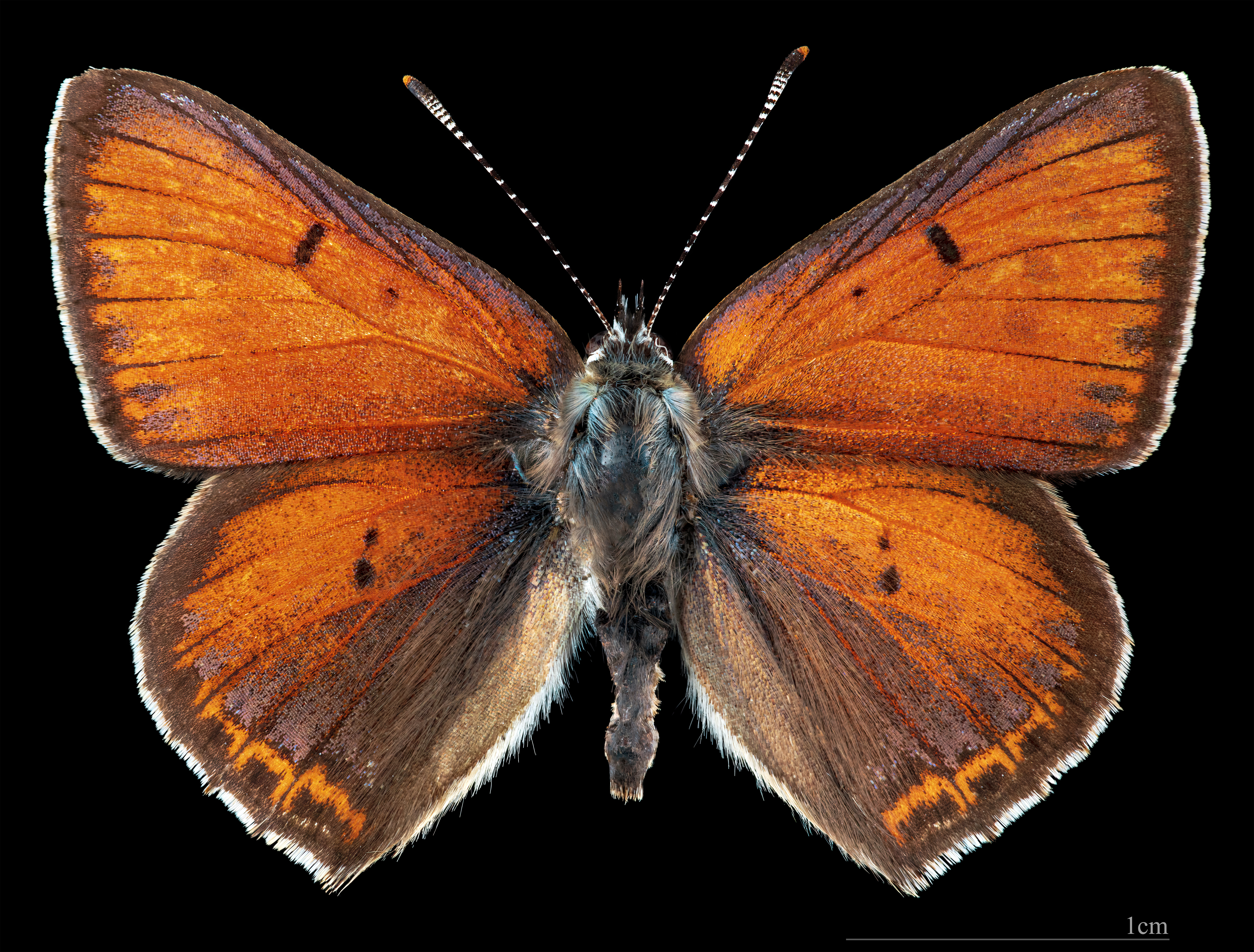
Lycaena hippothoe ♂
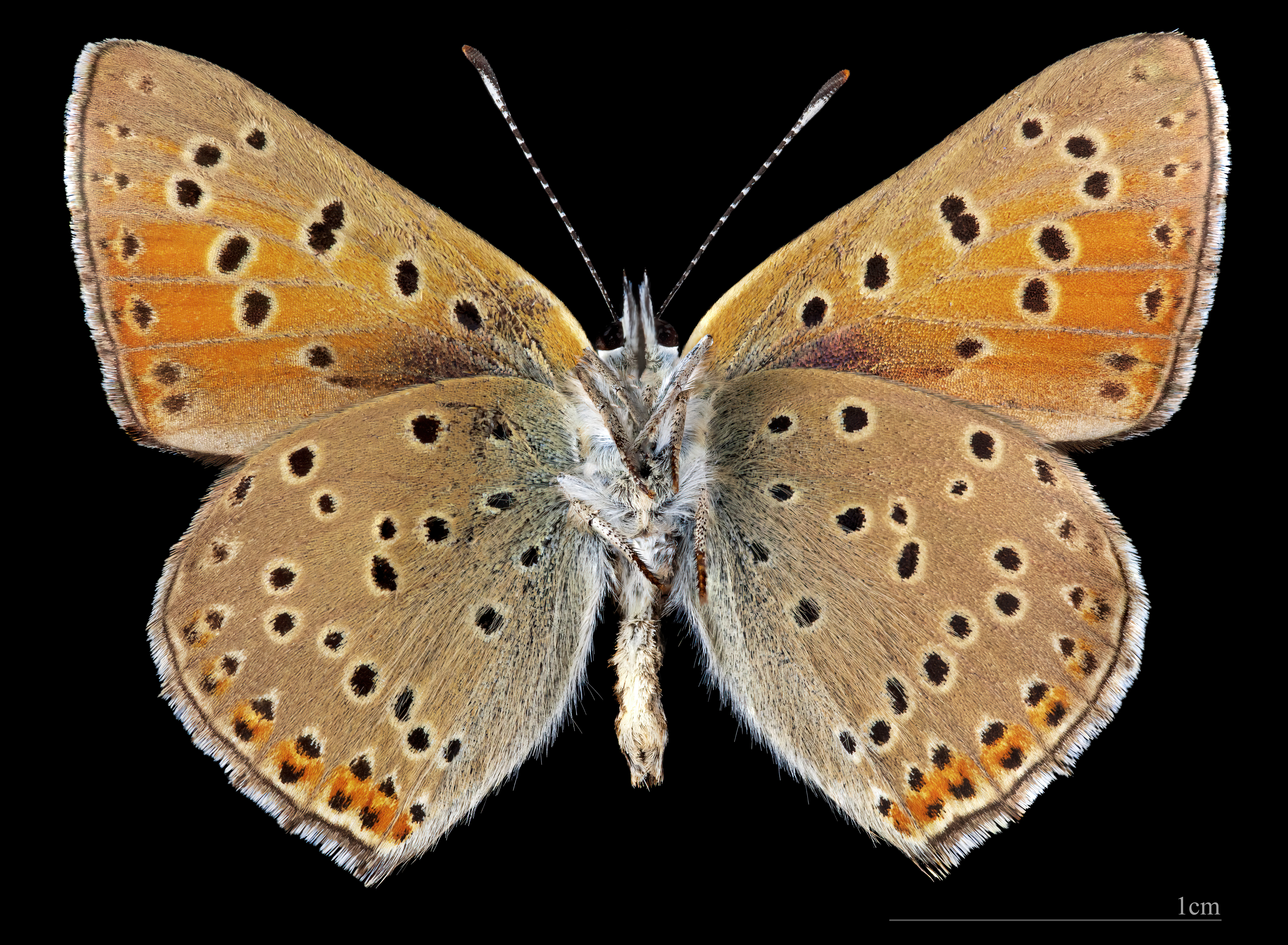
Lycaena hippothoe ♂   △

## Beskrivning
Hanen är orangeröd på ovansidan och framvingarna är violetta längs framkanten och vid bakkanten och upp längs kroppen på bakvingen. Vissa underarter är mer svartbruna än violetta. På ovansidan är honans framvingar orange med bruna fläckar och bakvingarna bruna med ett orange band vid bakkanten. Även honans utseende varierar mellan underarterna, vissa är ljusare och andra mörkare. Undersidan är i stort sett likadan hos båda könen; ljusorange och ljusbrun med små brunsvarta fläckar omgivna av vitt. Larven är grön och blir upp till 20 millimeter lång.
Värdväxter är framför allt olika arter i skräppsläktet (Rumex), bland annat ängssyra (Rumex acetosa).

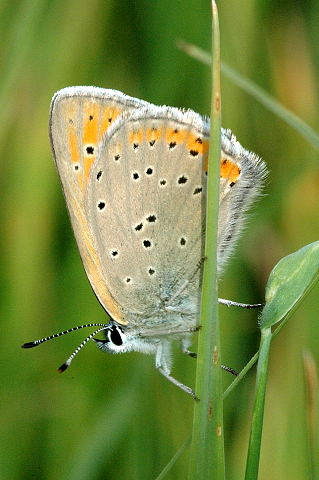
Undersidan på violettkantad guldvinge.

## Utbredning
Den violettkantade guldvingens utbredningsområde är från Europa och österut genom Ryssland och Sibirien till området kring Amur. Den finns i stora delar av Norden, förutom Island, men antalet minskar och avstånden mellan populationerna blir allt större. Dess habitat är ogödslad ängsmark och sådan miljö försvinner alltmer beroende på förändringar i jordbruket. I både Sverige och Finland finns den i hela landet, men mycket spritt. Fjärilen är därför upptagen på både de svenska och de finska rödlistorna som nära hotad (NT).